# Laguna Hills
Laguna Hills je město v okrese Orange County ve státě Kalifornie ve Spojených státech amerických.
K roku 2010 zde žilo 30 344 obyvatel. S celkovou rozlohou 17,340 km² byla hustota zalidnění 1 700 obyvatel na km².